# Селище (Владово)
Селище (на гръцки: Σελίστε) е археологически обект край воденското село Владово (Аграс), Гърция.
Развалините на селището са разположени югозападно от Владово. Според местни предания селището е съществувало на това място от около 1600 година до 1820-1830 година, когато е изоставено. Запазено е гробището и руини от къщи, както и останките от църквата „Свети Дионисий Олимпийски“.
В 1995 година Селище е обявено за паметник на културата.